# Monastero di Santo Stefano (Millesimo)
Il monastero di Santo Stefano è stato un luogo di culto cattolico situato nella località di Monastero nel comune di Millesimo, in provincia di Savona.

## Storia e descrizione

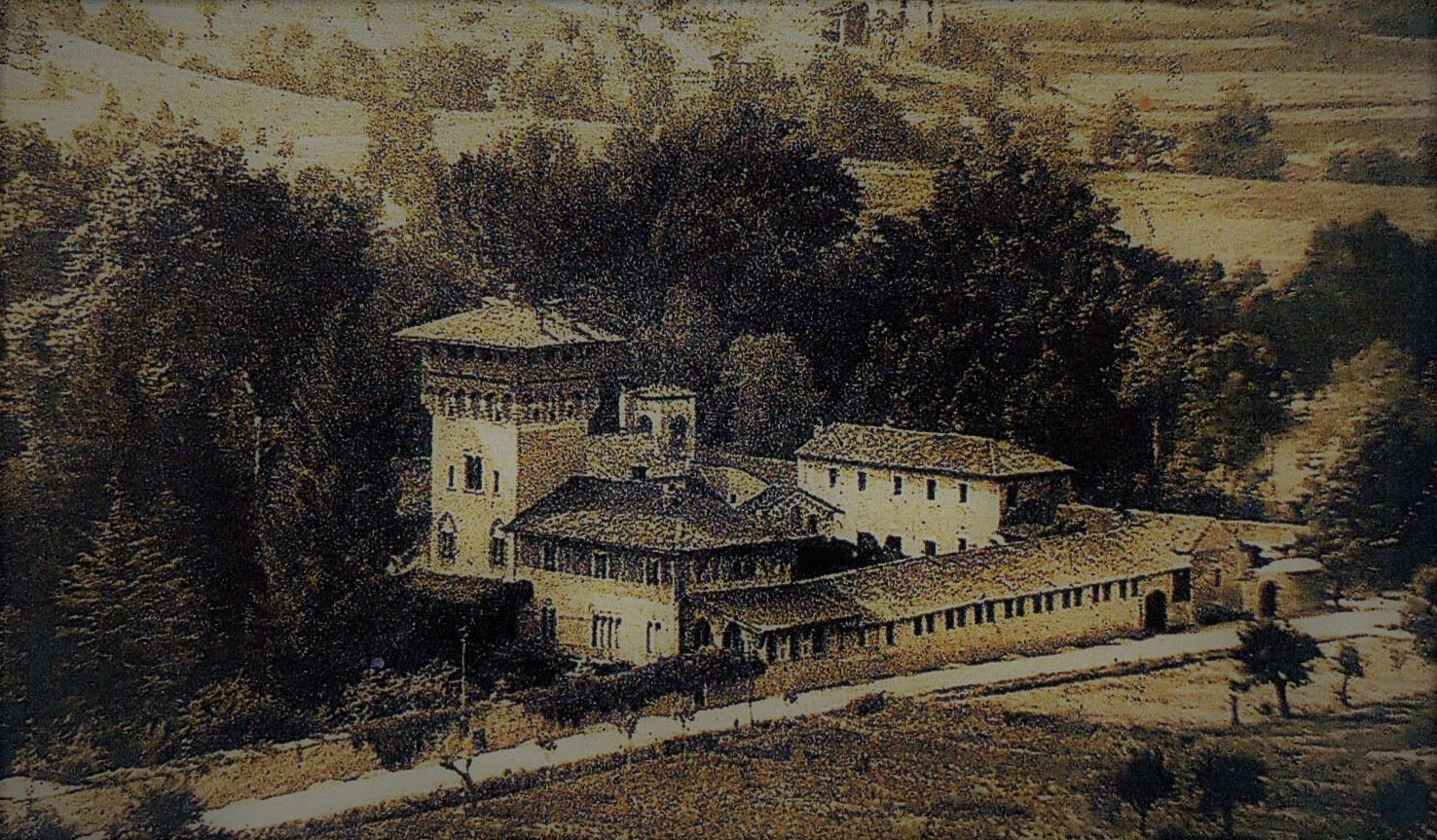
Il castello Centurione Scotto nel 1928

Originariamente di proprietà del monastero di San Pietro di Savigliano, fu donato nel 1216 alle monache cistercensi di Santa Maria de Betton dopo l'acquisto da parte di Enrico II Del Carretto, marchese di Millesimo.
Il complesso è costituito dalla chiesa barocca del XVII secolo, in origine in stile romanico, e dal chiostro con capitelli in arenaria aggiunto nel XV secolo.
In un cortile adiacente all'edificio religioso è presente un affresco, del XVI secolo, ritraente la Madonna, santo Stefano e alcuni componenti della famiglia Del Carretto.
Il monastero, soppresso nel 1802 e oggi inglobato nell'eclettico castello Centurione Scotto (XIX secolo), di proprietà privata, fu ristrutturato nei primi anni del Novecento dal marchese Carlo Centurione Scotto che commissionò i lavori agli architetti Gino e Adolfo Coppedè.